# Darwinneon
Darwinneon Cutler, 1971 è un genere di ragni appartenente alla famiglia Salticidae.

## Etimologia
Il nome è composto da una prima parte in onore del naturalista Darwin, attento studioso della fauna delle isole Galapagos dove questo genere è stato rinvenuto e da una seconda parte, -neon in onore del genere di ragni cui più assomiglia.

## Distribuzione
L'unica specie oggi nota di questo genere è endemica delle isole Galapagos.

## Tassonomia
A dicembre 2010, si compone di 1 specie:
- Darwinneon crypticus Cutler, 1971[2] — Isole Galapagos